# Dora e a Cidade Perdida
Dora and the Lost City of Gold (bra/prt: Dora e a Cidade Perdida) é um filme infantil americano dirigido por James Bobin. É uma adaptação da série da Nickelodeon, Dora the Explorer. O filme é produzido por Paramount Players, Walden Media e Nickelodeon Movies, e distribuído pela Paramount Pictures. Foi lançado no dia 9 de agosto de 2019.

## Sinopse
Tendo passado a maior parte de sua vida explorando a floresta com seus pais, nada poderia preparar Dora para a aventura mais perigosa de todos os tempos - o ensino médio. Sempre a exploradora, Dora rapidamente se encontra liderando Botas (seu melhor amigo, um macaco), seu primo Diego e um grupo de adolescentes em uma aventura para salvar seus pais e resolver o mistério impossível por trás de uma civilização inca perdida.

## Elenco
- Isabela Moner como Dora
  - Madelyn Miranda como jovem Dora
- Jeff Wahlberg como Diego, o primo de Dora
  - Malachi Barton como jovem Diego
- Eugenio Derbez como Alejandro Gutierrez
- Michael Peña como o pai de Dora
- Eva Longoria como Elena, a mãe de Dora
- Temuera Morrison como Powell
- Adriana Barraza como Abuelita Valerie
  - Pia Miller como Mami, a tia de Dora
- Q'orianka Kilcher como  Princesa Inca Kawillaka
- Madeline Madden como Sammy

### Vozes
- Danny Trejo como a voz do macaco Botas
- Benicio del Toro como a voz de Raposo, a raposa

## Produção
Em 24 de outubro de 2017, um acordo foi feito para que uma versão live-action da popular série de televisão fosse feita, com James Bobin dirigindo. Nicholas Stoller e Danielle Sanchez-Witzel foram contratados para escrever um roteiro, com a produção de Platinum Dunes de Michael Bay, embora o próprio Bay não estivesse envolvido com a produção. No entanto, em agosto de 2018, Bay revelou que ele e seus parceiros Platinum Dunes nunca estiveram envolvidos no filme, e que o relatório que foi conhecido pela primeira vez em outubro de 2017 era falso. Foi dito que o filme mostraria uma versão adolescente de Dora, que se muda para a cidade para viver com seu primo Diego. O filme será lançado no dia 2 de agosto de 2019. Em maio de 2018, Isabela Moner foi escalada para interpretar Dora. Eugenio Derbez iniciou as negociações para se juntar em junho. Ele foi confirmado para aparecer em julho, com Micke Moreno escalado para interpretar Diego. Eva Longoria e Michael Peña foram escalados como pais de Dora. Madeleine Madden também se juntou ao elenco do filme. Em outubro, Q'orianka Kilcher se juntou ao elenco. Em novembro, Pia Miller foi escalada como a tia de Dora, Mami. Em dezembro de 2018, Benicio del Toro se juntou ao elenco como a voz de Swiper. Em março de 2019 Danny Trejo anunciou que se juntou ao filme com a voz de Botas.
Em uma entrevista à Forbes, Moner revelou que aprendeu o idioma quíchua para o personagem. Ela disse que o filme vai "levar o público a Machu Picchu" para "explorar a cultura inca". Ela ainda comentou que "Dora é muito culta e ela sabe tudo sobre tudo", também "Dora não tem uma etnia definida".

### Filmagens
As filmagens começaram em 6 de agosto de 2018 em Queensland, Austrália e foi concluida em dezembro de 2018.

### Marketing
O trailer do filme foi divulgado durante o Kids' Choice Awards 2019 em 23 de março de 2019. O trailer também revelou que o co-roteirista de Monster Trucks, Matthew Robinson, está co-escrevendo o roteiro com Nicholas Stoller.

## Lançamento
Dora and the Lost City of Gold foi lançado no dia 9 de agosto de 2019 nos Estados Unidos. Anteriormente estava programado para ser lançado no dia 2 de agosto de 2019 e 31 de julho de 2019. No Brasil, o filme foi lançado no dia 14 de novembro de 2019. Anteriormente estava programado para ser lançado no dia 15 de agosto de 2019 no Brasil.

## Recepção

### Bilheteria
Dora and the Lost City of Gold arrecadou US$ 60,5 milhões de dólares nos Estados Unidos e no Canadá e US$ 60,1 milhões de dólares em outros países para um total de US$ 120,6 milhões, contra um orçamento de produção de US$ 49 milhões.
Nos Estados Unidos e no Canadá, Dora and the Lost City of Gold foi lançado ao lado de The Kitchen, The Art of Racing in the Rain, Scary Stories to Tell in the Dark e Brian Banks, e arrecadou US$ 15 a 20 milhões de dólares em 3.500 cinemas em seu fim de semana de abertura. O filme faturou US $ 6,7 milhões em seu primeiro dia, incluindo US $ 1,25 milhão das prévias da noite de quinta-feira. Ele entrou em estreia para US $ 17 milhões, terminando em quarto lugar nas bilheterias; 46% de seu público era latino, enquanto 32% eram caucasianos, 11% afro-americanos e 10% asiáticos.

### Crítica
No site agregador de críticas Rotten Tomatoes, o filme detém uma taxa de aprovação de 84% com base em 142 avaliações e uma classificação média de 6,45 / 10. O consenso crítico do site diz: "Liderada por uma performance vencedora de Isabela Moner, Dora and the Lost City of Gold é uma aventura familiar que mantém o espírito jovem de seu material de origem." Metacritic deu ao filme uma pontuação média ponderada de 63 em 100, com base em 15 críticos, indicando "revisões mistas ou médias". As audiências pesquisadas pelo CinemaScore deram ao filme um grau médio de "A" na escala A + a F, enquanto o PostTrak informou que os usuários adultos e infantis deram uma média de 4,5 e 3,5 de 5 estrelas, respectivamente.
Peter Debruge, da Variety, escreveu: "Enquanto a maioria do elenco (e especialmente Derbez) interpreta versões mais lentas e barulhentas de seus personagens, Moner tem os olhos arregalados e a atitude cada vez mais frouxa que associamos a Dora, mas acrescenta um nível de carisma que um personagem animado não podia transmitir".